# Adriano Benayon
Adriano Benayon do Amaral (Rio Grande, 4 de março de 1935 - Brasília, 11 de maio de 2016) foi um economista, diplomata, advogado, professor e escritor brasileiro. 
Sendo bacharel em Direito pela Universidade Federal do Rio de Janeiro, doutor em Economia pela Universidade de Hamburgo e diplomado no Curso de Altos Estudos do Instituto Rio Branco, ficou conhecido por seus estudos econômicos envolvendo questões anti-imperialistas e o posicionamento assíduo contra o pagamento da divida externa brasileira propondo a auditoria da mesma, priorizando a soberania nacional sob a economia e sendo apoiado pelo candidato a Presidência da República, Enéas Carneiro.

## Vida
Diplomata de carreira, Benayon serviu ao Ministério das Relações Exteriores (Itamaraty) e ocupou a função de delegado do Brasil em reuniões multilaterais nas áreas econômicas e tecnológicas. Foi consultor legislativo da Câmara dos Deputados e do Senado Federal na área de economia, sobretudo em questões relacionadas à finanças e à biomassa e também professor da Universidade de Brasília (UnB).
Em sua longa carreira de diplomata, ocupou postos em países como Holanda, Paraguai, Bulgária, Alemanha, Estados Unidos e México. Na política, foi um dos membros do extinto Partido da Reedificação da Ordem Nacional, o PRONA, tendo prestado consultoria ao fundador e amigo Enéas Carneiro, quando este foi candidato à Presidência da República (1994 e 1998) e depois em seu trabalho como deputado federal (2003 a 2007).
Foi autor do PL 3.960/2004, do qual propôs a substituição da gasolina e do óleo diesel pelo álcool e por óleos vegetais por dez anos, objetivando ganhos econômicos ao país, geração de empregos, além de favorecer questões ligadas ao meio-ambiente e a saúde pública.
Como escritor, lançou várias publicações dedicadas às questões econômicas do Brasil. Dentre elas, a mais conhecida é Globalização vs. Desenvolvimento, lançada em 1998, em que afirma a incompatibilidade do modelo de desenvolvimento nacional com a globalização. Esta, liderada por uma oligarquia financeira internacional, manteria os acentuados níveis de miséria mundial, segundo a obra. Conta com vasta documentação e bibliografia. Bautista Vidal e Enéas Carneiro escreveram os prefácios do livro.
Em seus últimos anos de vida, escrevia artigos para jornais como A Nova Democracia e Monitor Mercantil.

## Morte
Em 1 de maio de 2016, Benayon foi internado na UTI de um hospital de Brasília em estado crítico, após apresentar problemas respiratórios. Veio a falecer no dia 11 de junho de 2016, aos 81 anos, deixando um legado de uma vasta obra no campo econômico e político brasileiro.

## Obras
- (Alemão)Industrialisierung in Brasilien, Tuebingen/Basel (1977) [13]
- Como Recuperar a Economia Brasileira (1985) [14]
- Globalização vs Desenvolvimento(1998) [15]
- Economia Política (2005) [16]